# Ábécé
Az írásban az ábécé betűknek nevezett jelek sorozata, amelyben elvileg mindegyik egy beszédhangnak, olykor beszédhangok viszonylag rövid sorozatának felel meg. A magyar nyelvben elnevezése a magyar ábécé á, b és c betűinek kiejtett alakjából adódik. Más nyelvekben a görög ábécé első betűiből (alfa és béta) alakult szó nevezi meg: pl. angol, francia és német alphabet, olasz és spanyol alfabeto). A magyarban ezzel kapcsolatos a tudományos latin nyelvből átvett alfabetikus ’betűrendes’ melléknév.
Ábécé használatát a beszédhangok jelölésére egyes szerzők „alfabetikus írásnak” (betűírásnak), mások „fonemikus (fonémákat jelölő) írásnak” nevezik.
Eifring – Theil 2005 szerint a fonemikus írás a fonografikus (hangot jelölő) írás nagyobb kategóriájához tartozik, amelyben a másik írásrendszer a szillabikus írás (szótagírás). A fonografikus írás sajátja az, hogy a karakterek magukban nem hordoznak lexikai vagy nyelvtani jelentést. Ez ellentétben áll a logografikus (szavakat jelölő) írással, amelynek jelei lexikai jelentésű szavakat vagy grammatikai jelentésű elemeket (morfémákat) jelölnek, mint amilyen a kínai írás. Azzal, hogy a betűk általában egy fonémát vagy hangot adnak vissza, a fonemikus írás a szillabikussal is ellentétes, mint amilyen a japán nyelvé.
A 21. században használt csaknem mindegyik ábécé, mint a héber, a görög, a latin stb. a föníciai ábécéből származik. Van néhány nem ebből eredő ábécé is, amelyek közül a legismertebb a hangul, a koreai nyelv ábécéje.
Daniels 1990 a fonemikus írás két fő típusát különbözteti meg, és közöttük egy átmeneti típust, amely átmeneti a fonemikus írás és a szótagírás között is:
- A Daniels által „abdzsad”-nak nevezett típus, mint amilyen a föníciai ábécé, csak a mássalhangzókat jelöli, a magánhangzókat pedig a nyelv ismerői következtetik ki. Neve az arab ábécé első (eredeti sorrendjében) négy betűjén alapul, amelyek a, b, dzs és d-ek felelnek meg. Az ilyen írást konszonantikus (mássalhangzós) ábécének nevezik azok a szerzők, akik nem használják az abdzsad terminust.[9]
- A tulajdonképpeni ábécének mindegyik magánhangzóra is van betűje. Az első ismert ilyen a görög ábécé.[4]
- Az átmeneti típust Daniels 1990 „abugidá”-nak nevezi, mások pedig fél-szillabikusnak.[10] Ez ötvözi a fonemikus írás és a szótagírás jellegzetességeit. Az abugida elnevezés az etiópiai geez ábécének a neve ezen a nyelven. Ennél ismertebb sok indiai nyelv írása, például a szanszkrit nyelvre is használt dévanágari. Ebben mindegyik karakter mássalhangzót jelöl és az őt követő [a]-t. Ha egy mássalhangzót a beszédben más mássalhangzó követ, akkor az első csak azt a mássalhangzót képviseli. A magánhangzókra is vannak külön karakterek, amelyeket csak akkor használnak, ha nem előzi meg őket mássalhangzó. Ha egy mássalhangzót nem az [a] követ, hanem más magánhangzó, akkor azt egy diakritikum (mellékjel) jelöli a mássalhangzó-betűn.[11]

Egyes abdzsadok is átmenetieknek tekinthetők, mivel csak lényegében azok, ugyanis egyes magánhangzókat is jelölnek betűkkel, vagy egyes esetekben diakritikumokkal, illetve mindkét jellegzetességük megvan, mint a modern arab ábécének vagy a modern hébernek. Egyébként Daniels 1990 a diakritikumokkal jelölt magánhangzós hébert a tulajdonképpeni ábécék közé sorolja. Ezt például a nyelv tanítására használják.

## Az ábécé története

### A protosémi írások

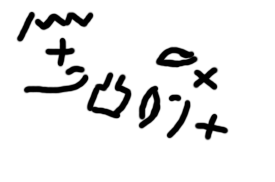
Protoszinaitikus írásos felirat

Az egyik, az ábécék eredetére vonatkozó hipotézis szerint, amelyet többek között Orly Goldwasser  egyiptológus képvisel, a legrégebbi ismert alfabetikus írás, amelyre a föníciai ábécé alapul, erre pedig csaknem mindegyik ábécé, az protokánaánitának vagy protosínainak nevezett, amelyet az ókori Kánaánban és főleg Egyiptomban találtak kőbe vésett feliratokban. A Sínai-félszigeten kb. 30 ilyen feliratot fedeztek fel, az elsőket 1905-ben, Szerabit el-Khadim helység türkizbányákban gazdag régiójában. Két hasonló írású feliratot 1993-ban, Théba és Abüdosz között, egy Wadi el-Hol nevű völgyben találtak. A Kánaánban talált feliratokat az i. e. 18. és 13. század közöttre, a wadi el-holiakat az i. e. 18. századra és a szerabit el-khadimiakat az i. e. 19. századra datálták.
Goldwasser azt állítja, hogy a protosínai írást a következő körülmények között találták fel. A szerabit el-khadimi türkiz kibányászására az egyiptomiak expedíciókat szerveztek. Részt vettek bennük mindenféle státuszú emberek: magas rangú hivatalnokok, írnokok, papok, építészek, orvosok, mágikusok, tolmácsok, karavánvezetők, szamarakat vezetők, bányászok, építőmunkások, kőfaragók, katonák. Közöttük Egyiptomban élő kánaániták is voltak, úgy a hivatalnokok, mint az egyszerű emberek között. Goldwasser szerint a feliratokat kánaánita írástudatlan bányászok vésték kőbe, tehát akik nem tudták olvasni az egyiptomi írást, de így is meg tudták fejteni, hogy milyen tárgyakat rajzolnak le a hieroglifák. A feliratok legtöbb írásjele egyiptomi hieroglifák adaptációi, de ezek nem logografikus értékükkel használtak, azaz nem szavakat jelölnek, hanem azoknak a szavaknak az első beszédhangjait, amelyekkel nyelvükben a képviselt szavak kezdődnek. Például a [b] mássalhangzóra a házat jelentő hieroglifát használták, mert nyelvükben ezzel kezdődik a bét ’ház’ szó. A nem hieroglifákból származó írásjeleket saját maguk alkothatták, például a tenyér piktogrammáját (írásra használt rajzát) a [k] jelölésére, mivel nyelvükben a tenyér neve káf. Csak a mássalhangzókat írták le. A feliratok megfejtéséhez nagy mértékben járult hozzá egy kétnyelvű. Az egyiptomi szöveg fordítása ’Az, akit Hathor, a türkiz úrnője szeret’. A kánaánita szöveg m-’-h-(b) B-‘-l-[t] ’Az, akit Baalat szeret’. Hathor az egyiptomiak egyik istennője, Baalat (jelentése ’úrnő’) pedig a kánaánitáké.
Goldwasser elméletét többen kétségbe vonták, például Brian E. Colless. Ő azt feltételezi, hogy a kánaáni protosémi fonemikus írást írástudók alkották egy szótagírás fokozatos leegyszerűsítésével. Ilyet Bübloszban felfedezett feliratokban találtak. Ezt az írást nem fejtették meg, de több karaktere a föníciai ábécé betűire hasonlít, és 22-ből 18 föníciai betűnek van megfelelője a bübloszi feliratokban.
Egy másik az elsők között tekintett ismert ábécét Ugaritban egy, a mai Szíriában, Latakia közelében, Rasz Samra helység területén létezett városkirályságban fejlesztették ki. Az ugariti írást az i. e. 14. és 12. század közöttre datált agyagtáblákon találták. Ez egy ékírásos abugida, amelyet a sémi nyelvek családjának észak-nyugati ágához tartozó ugariti nyelvre és a térségben élő hurrik nyelvére használtak, bár az utóbbi nem tartozott ugyanahhoz a családhoz. Nincs megállapítva, hogy van-e kapcsolat az ugariti és a protosínai írás között, de mivel az utóbbi néhány évszázaddal előbbre datált, mint az ugariti, lehetséges, hogy ismerték Ugaritban, és hogy az ugariti ábécé a másik protosémi ábécé ékírásos átírása. Nincs eldöntve az sem, hogy az ugariti írás hozzájárult-e vagy sem az ábécék további fejlődéséhez.

### A protosémi írások leszármazottai
A sémi népek történetét kutató Françoise Briquel-Chatonnet  azt feltételezi, hogy az egyik vagy mindkét protosémi írás két irányban fejlődött. Egyikük az Arab-félszigeten talált egyes írásokhoz vezet, amelyek közül csak a geez ábécé maradt fenn. A másik irány a föníciai ábécéig jut. A kutató javasolt egy, a fonemikus írások evolúcióját ábrázoló vázlatot, amely kezdete az alábbi:
```
──o protosémi írások
  ├─o protosínai
  ├─o ugariti
? ?
[
17
]

 |└─o arab-félszigeti írások
 |  ├─o óészakarabok (szafaita, tamudikus stb.)
 |  └─o 
ódélarabok

 |    └─o himiarita
 |    └─o geez
 └─o föníciai
```

Goldwasser 2010 azt feltételezi, hogy a protosínai írás Egyiptomból induló kánaáni karavánokkal került Kánaánba. Több évszázadon át ilyen karavánok terjesztették az írást, de használata nagyon csekély volt. A jelek alakja folyamatosan változott, de egy ideig megtartotta piktografikus értékét. Az i. e. 12. század során az egyiptomi és a mezopotámiai civilizációk letűntek a közel-keleti sémi népek javára, köztük a föníciaiékra. Ez ahhoz járult hozzá, hogy az i. e. 9. században az fonemikus írás az egész Közel-Keleten érvényesült, beleértve a hivatalos szervekben is, a föníciai ábécé alakjában, amelyben meghonosodott a betűk egy bizonyos sorrendje is. Időközben a betűk piktográfiai értéke elenyészett, de megmaradt a nevük, amelyek emlékeztetnek rá, beleértve a modern héber ábécében is, amely egyike a föníciai leszármazottainak. Eszerint az első betű neve, álef jelentése ’ökör’, mivel az egyiptomi szarvasmarha-fejet ábrázoló hieroglifából származik, a másodiké pedig bét ’ház’ (lásd fentebb) stb. A héber ábécé neve, álefbét, e két betű nevéből álló szó.

### A föníciai ábécé leszármazottai

A föníciai ábécé

A föníciai ábécéből elsősorban a közel-keleti sémi nyelvek ábécéi származnak. Ezek között az arámi fontos mint más családokhoz tartozó nyelvek írásának a felmenője is, még olyanoké is, amelyek nagyon messze vannak az arámi nyelv régiójától. Briquel-Chatonnet 2005 vázlata az alábbi ábécékkel folytatódik:
```
 ──o föníciai
      ├─o óhéber
      ├─o 
pun

      ├─o arámi
      | ├─o modern héber
      | ├─o egyes 
közép-ázsiai
 nyelveké: 
szogd
, 
ujgur
, 
mongol
, 
mandzsu
 stb.
      | ├─o 
kharosti

      | ├─o 
bráhmi

      | ├─o 
nabateus

      | └─o 
szír

      | :
[
18
]

      |   └─o 
modern arab
```

Mivel a kereskedelem a föníciaiak egyik fő foglalkozása volt, ezt a Földközi-tenger egész térségében hajózva gyakorolták. Ezúton az ógörögök is átvették tőlük az ábécét, a betűk nevével együtt: alfa, béta stb. Ezekből származik az ábécé nemzetközi elnevezése, amit egyéb fonemikus írásokra is alkalmaznak. A görög ábécé olyan betűkkel gazdagodott, amelyek a nyelv mindegyik magánhangzóját is jelölik, és más, különféle családokhoz tartozó nyelvek ábécéjének a felmenője lett:
```
      ──o görög
        ├─o 
etruszk

        | └─o latin
        ├─o 
kopt

        ├─o 
grúz

        ├─o 
örmény

        └─o 
cirill
```

## A 21. században legelterjedtebb ábécék

### A latin ábécé
A latin ábécé a kereszténység nyugati ágával együtt kezdett terjedni, amelyet később a katolicizmus képviselt. A világon a legelterjedtebbé vált, egymástól nagyon különböző nyelvek írására is használják. Olyan nyelvekre is alkalmazzák, amelyek beszélői vagy beszélőinek többsége nem katolikus, nem is keresztény, mint a török és egyéb török nyelvek, a vietnámi, az indonéz, a fülöp-szigeteki tagalog stb. Mindegyikre adaptálták különféle módszerekkel, mint digráfok (kettős betűk) vagy diakritikumok használatával a rájuk jellemző fonémák és prozódiai elemek jelölésére.

#### A magyar ábécé
A magyar nyelv írására a 10. század óta használják a latin ábécét. A 21. századi alakjáig sok változáson ment keresztül. Sajátosságai az eredeti latin ábécéhez viszonyítva kettős betűk használata több mássalhangzóra és ékezeteké a magánhangzók változataira.

### A cirill ábécé
Az ószláv nyelv írására két görög szerzetes, a Cirill és Metód fivérek alkották a glagolita ábécét a görög alapján a szláv népek evangelizálása céljából. Követőik átalakították ezt arra, amit a cirill ábécének neveznek. Ezt az összes olyan szláv nép használta, amely az ortodox kereszténységet vette fel, és a románok a 19. századig.
A cirill ábécé betűinek alakja változott az idő során. Az, amelyet a 21. században használnak Oroszországban honosodott meg először. Ez az ábécé is némileg különbözik nyelvek szerint, az ezekre való adaptálás érdekében. Használják a keleti szláv nyelvekre, a déliekre a horváton és a szlovénen kívül, a volt Szovjetunió legtöbb nem szláv nyelveire, valamint a mongol nyelvre. A Szovjetunió szétesése előtt a cirill ábécével írták a hozzá tartozó mindegyik közép-ázsiai nyelvet, valamint az ún. moldáv nyelvet is, de közülük néhány felváltotta a latin ábécére. A szerb nyelvet és a montenegróit úgy a cirill, mint a latin ábécével írják.

### Az arab ábécé
Ez az ábécé is egy vallás, az iszlám terjedésének hordozója volt, az arabok hódításainak során a Közel-Keleten, valamint Észak-Afrikában, majd az iszlám elterjedése folyamatában Közép-Ázsiában és Afrikában délebbre. Az arab ábécét is használták vagy használják más családokba tartozó nyelvekre, mint a perzsa vagy az urdu. Több nyelv esetében lemondtak használatáról, mint a szovjet közép-ázsiai nyelvekében a cirill ábécé javára, vagy mint a török nyelv esetében a latin ábécé javára.

### A koreai ábécé
A koreai nyelv Dél-Koreában hangulnak és Észak-Koreában csoszongulnak nevezett ábécéjét 1443-ban alkotta Nagy Szedzsong király, aki 1418 és 1450 között uralkodott. Célja az volt, hogy megkönnyítse az írás-olvasás tanulását és nagyobb elterjedését abban az időben, amikor a sokkal nehezebben megtanulható kínai írást használták. Valójában a hangul csak a 20. században általánosult, a Második világháború után.
Ennek az ábécének és a vele való írásnak több jellegzetessége van a többi ábécével szemben, amelyek abból fakadnak, hogy tudatosan alkották meg.
A mássalhangzókat olyan jelekkel írják, amelyek vázlatosan utánozzák az artikuláció szerveinek alakját kiejtésük közben azért, hogy emlékeztessenek a legfőbb vonásaikra. Például a ᄀ jel a /g/ fonémáé. A nyelv alakját vázolja, amikor a hang kiejtésekor hátsó része megnehezíti a levegő kiáramlását a lágyszájpadláshoz tapadva, tehát a hang veláris jellegére utal. Ez a jel az egyik alapjel, amely a /g/ zöngétlen párját, a /k/-t is jelöli, amely csak aspiráltan (hehezetesen), azaz mint [kʰ] valósul meg. Ezt a többletvonást jelölendő az alapjel kap egy vonalat, és alakja ᄏ lesz.
A magánhangzókat a konfucianizmusból származó három szimbólumot felhasználva jelölik: a Földet szimbolizáló vízszintes vonást, a Mennyeket képviselő eredetileg pontot, később rövid vízszintes vonást, és az Embert jelentő függőleges vonást. Például az /i/-t a ㅣ jelöli, az /a/-t pedig a ㅏ, amelyen a hozzáadott rövid vízszintes vonás azt jelzi, hogy az [a] kettőshangzót képezhet az /i/ [j]-kénti megvalósulásával. A tulajdonképpeni [ja] kettőshangzót még egy rövid vízszintes vonás hozzáadásával jelölik (ㅑ).
A szótagot alkotó hangok jelei nem mindig követik egymást, hanem négyszögbe foglalt csoportot alkotnak. Ebben a jelek bizonyos szabályok szerint, vagy egymás mellett, vagy egymás alatt helyezkednek el, esetleg egyesek egymás mellett, egy másik meg alattuk. Például a „hangul” szó alakja 한글. Az első szótagban a [h]-nak és az [a]-nak megfelelő jelek egymást követik, az [n]-nek megfelelő pedig alattuk van. A második szótagban a [g], az [u] és az [l] jelei egymás alatt helyezkednek el.

## Az ábécé elve szerint kialakított jelrendszerek
A szokásos íráson kívül más jelrendszerek is használtak a nyelvvel való kommunikációra, amelyek jelei ábécék betűinek és esetleg egyéb írásban használt jeleknek felelnek meg.

### A Braille-írás
A Braille-írást vakok részére Louis Braille alkotta 1821 és 1825 között. Mindegyik betűt és az írásban használt egyéb jelt tapintható pontok elhelyezése írja át. Mindegyik tapintható pont egy képzeletbeli téglalapon, két oszlopot alkotó hat hely mindegyikén helyezkedhet el. A jelek átírását a tapintható pontok száma és elrendezésük a betöltetlen helyekéhez képest adja. Például az a-t egyetlen, a baloldali oszlop legfelső helyén elhelyezett tapintható pont képviseli, az l-t pedig a baloldali oszlop három helyén levő tapintható pont.

### A Morzekód
Ezt a jelrendszert az 1830-as években Samuel Finley Breese Morse alkotta az elektromos távírás részére. A betűket és a többi írásban használt jelt egymáshoz viszonyítva rövidebb és hosszabb jelek sorozatai képviselik. Ezek lehetnek pontok és vonások papíron, rövidebb és hosszabb fény- vagy hangimpulzusok stb. A beszédben a sorozatok elemeinek szótagok felelnek meg. Az angol nyelvben sorozat belsejében a rövidebb jelt a di, sorozat végén a dit, a hosszabbat pedig a dah szótag képviseli. A magyar beszédben ezek megfelelői a ti, illetve tá szótagok. Például az a egy ti-ből és egy tá-ból áll, tehát ti-tá, az l pedig ti-tá-ti-ti.

### A szemafor ábécé
Ugyancsak az ábécé betűit jelentik a szemafor ábécé vagy szemafor zászló ábécé jelzései, amelyet a 19. század eleje óta használnak a hajózásban. A betűket két kis zászlóval jelzi egy, a címzettjével szemben álló személy. Például az a-t a jobb kézzel kinyújtott karral ferdén lefelé tartott zászló, és a bal kézzel kinyújtott karral függőlegesen lefelé tartott zászló jelzi, az l-t pedig a jobb kézzel kinyújtott karral ferdén lefelé tartott zászló, és a bal kézzel kinyújtott karral ferdén felfelé tartott zászló.

### A daktil
A siketek számára is kifejlesztettek jelbeszédnek nevezett kommunikációs jelrendszereket. Ezekben főleg szavakat vagy ezeknél nagyobb egységeket jeleznek főleg kézmozdulatokkal és arckifejezésekkel. Egyes jelbeszédek keretében van daktil (ujjábécé) is, amely akkor szükséges, amikor betűnként kell szavakat közölni félreértéseket elkerülendő. Ez az egyik kéz ujjainak helyzetével és a kézfej mozdulataival történik. Például az a jele a vízszintesen kinyújtott hüvelykujj és a behajlított többi ujj. Egyes jelek a betűk alakját utánozzák. Ilyen az l-é: vízszintesen kinyújtott hüvelykujj, felfelé kinyújtott mutatóujj és a behajlított többi ujj.